# Campeonato Panamericano de Balonmano Juvenil Femenino de 2008
El VII Campeonato Panamericano de Balonmano Juvenil Femenino se disputó en Blumenau, Brasil entre el 2 y el 6 de septiembre de 2008 bajo la organización de la Federación Panamericana de Handball  El torneo pone 2 plazas para el Campeonato Mundial de balonmano Juvenil Femenino de Eslovaquia 2008

## Grupo Único
| Equipo    | PTS | J | G | E | P | GF  | GC  | DG   |
| --------- | --- | - | - | - | - | --- | --- | ---- |
| Brasil    | 10  | 5 | 5 | 0 | 0 | 201 | 95  | +106 |
| Argentina | 7   | 5 | 3 | 1 | 1 | 157 | 108 | +49  |
| Uruguay   | 7   | 5 | 3 | 1 | 1 | 142 | 126 | +16  |
| Chile     | 4   | 5 | 2 | 0 | 3 | 125 | 161 | -36  |
| Paraguay  | 2   | 5 | 1 | 0 | 4 | 94  | 157 | -63  |
| Canadá    | 0   | 5 | 0 | 0 | 5 | 100 | 172 | -72  |

### Resultados
| Fecha     | Hora  | Partido³  | Partido³ | Partido³  | Resultado |
| --------- | ----- | --------- | -------- | --------- | --------- |
| 2.09.2008 | 12:30 | Argentina | -        | Chile     | 37-23     |
| 2.09.2008 | 12:30 | Uruguay   | -        | Paraguay  | 33-18     |
| 2.09.2008 | 17:45 | Brasil    | -        | Canadá    | 46-15     |
| 3.09.2008 | 12:30 | Argentina | -        | Paraguay  | 28-16     |
| 3.09.2008 | 12:30 | Uruguay   | -        | Canadá    | 36-24     |
| 3.09.2008 | 17:45 | Brasil    | -        | Chile     | 54-19     |
| 4.09.2008 | 12:30 | Argentina | -        | Canadá    | 41-15     |
| 4.09.2008 | 12:30 | Chile     | -        | Paraguay  | 32-19     |
| 4.09.2008 | 17:45 | Brasil    | -        | Uruguay   | 32-19     |
| 5.09.2008 | 12:30 | Argentina | -        | Uruguay   | 25-25     |
| 5.09.2008 | 12:30 | Chile     | -        | Canadá    | 24-22     |
| 5.09.2008 | 17:45 | Brasil    | -        | Paraguay  | 40-16     |
| 6.09.2008 | 12:30 | Uruguay   | -        | Chile     | 29-27     |
| 6.09.2008 | 12:30 | Paraguay  | -        | Canadá    | 25-24     |
| 6.09.2008 | 17:45 | Brasil    | -        | Argentina | 29-26     |

| Brasil           |
| Campeón          |
| Brasil 7° título |

### Clasificación general
| 1. Brasil    |
| 2. Argentina |
| 3. Uruguay   |
| 4. Chile     |
| 5. Paraguay  |
| 6. Canadá    |

## Clasificados al Mundial 2008
| Bandera de Brasil | Bandera de Argentina |
| Brasil            | Argentina            |
| ----------------- | -------------------- |